# High-Availability Linux
El proyecto Linux-HA ( Linux de Alta disponibilidad ) provee una solución cluster de alta disponibilidad para Linux, FreeBSD, OpenBSD, Solaris y Mac OS X promoviendo fiabilidad, disponibilidad y servicialidad.
El producto principal del proyecto es Heartbeat, un programa de gestión de clusters portable con licencia GPL para clusters de alta disponibilidad. Sus más importantes características son:
- Máximo número de nodos no establecidos. Heartbeat puede ser usado tanto para clusters grandes como clusters de menor tamaño.
- Motorización de recursos : recursos pueden ser reiniciados o movidos a otro nodo en caso de fallo.
- Mecanismo de cercado para remover nodos fallidos en el clúster
- Gestión de recursos basado en directivas, inter-dependencia de recursos y restricciones
- Reglas basadas en el tiempo permiten diferentes directivas depèndiendo del tiempo.
- Varios scripts de recursos ( para Apache, DB2, Oracle, PostgreSQL, etc ) incluidos.
- GUI para configurar, controlar y monitorizar recursos y nodos

## Historia
El proyecto se originó desde una lista de correo en noviembre de 1997. Eventualmente Harald Milz escribió una especie rara de Linux-HA HOWTO. Diferentemente de la mayoría de HOWTOs, este no trataba sobre la configuración de algún software existente sino que era una colección de técnicas HA que podían ser utilizadas para escribir software de HA para Linux. 

### Cambios posteriores
Alan Robertson se inspiró en esta descripción y pensó que el quizás podría escribir algo del software para que el proyecto actuara como una especie de semilla de cristal inicial de modo a ayudar el autoarranque del proyecto. Él consiguió ejecutar el software inicial el 18 de marzo de 1998. Creó el portal web para el proyecto el 19 de octubre de 1998, y la primera versión del software fue liberada el 15 de noviembre de 1998. El primer cliente en producción de este software fue Rudy Pawul de ISO-INE. El portal web de ISO-INE entró en producción en el segundo semestre de 1999.
En este punto, el proyecto estaba limitado a dos nodos y la semántica absorbida muy simple y ninguna monitorización de recursos.
Esto fue subsanado con versión 2 del software , el cual añadía clusters de nodos, monitorización de recursos, dependencias y directivas. La versión 2.0.0 salió publicada el 29 de julio del 2005. Este release representaba otro hito importante ya que esta es la primera versión donde las contribuciones más grandes ( en términos de tamaño de código ) fueron hechas por la comunidad Linux-HA a mayores. Esta serie de lanzamientos trajo el proyecto a un nivel característico de paridad o superioridad con respecto al software comercial HA.
A partir de la distribución 2.1.3 de Heartbeat , se ha sustituido el código del gestor de recursos del cluster (el CRM) por el componente pacemaker. Pacemaker constituye, por sí mismo, un proyecto independiente y no es una bifurcación del proyecto original de Linux-HA. El CRM que utilizan las nuevas distribuciones de Heartbeat forma parte de este nuevo proyecto y no volverá a distribuirse como parte del proyecto principal.
Los objetivos que se pretenden con esta decisión son, entre otros:
- Dar soporte, por igual, tanto a las pilas de cluster OpenAIS como a Heartbeat.
- Desacoplar los ciclos de desarrollo de los dos proyectos.
- Mejorar y hacer más estables las interfaces.

El proyecto pacemaker aconseja la utilización de OpenAIS.